# Прапор Санкт-Петербурга
Прапор Санкт-Петербурга — символ міста Санкт-Петербург. Прийнято 6 вересня 1991 року.

## Опис
Прапор Санкт-Петербурга — прямокутне полотнище червоного кольору, у центрі якого зображено два перевернених білих якорі — морський і річковий, покладених навхрест, і на них золотий скіпетр із двоглавим орлом. Відношення ширини прапора до його довжини — 2:3. Кольорове зображення полотнища передається сумішшю сурику й кіноварі (перший переважає), графічне — вертикальними лініями. Усі деталі скіпетра зображуються жовтим кольором, усі деталі якорів — білим кольором (із уживанням світло-сірих тіней). Зворотна сторона прапора Санкт-Петербурга є дзеркальним відображенням його лицьової сторони.